# Kazimierz Jurdziński
Kazimierz Jurdziński (ur. 13 lipca 1894 w Łodzi, zm. 17 kwietnia 1960, tamże) – polski kompozytor, organista i pedagog.

## Życiorys
Kazimierz Jurdziński w 1914 ukończył naukę w Konserwatorium Muzycznym w Warszawie, gdzie jego uczył się gry na organach i gdzie jego nauczycielem był Mieczysław Surzyński. W okresie od 1914 do 1921 był internowany w Rosji, w związku z faktem, iż był synem obywatela pruskiego. Mieszkał w Kazaniu, gdzie udzielał prywatnych lekcji gry na fortepianie oraz prowadził chór. Ponadto kształcił się na studiach kompozytorskich i kontrapunktu staroklasycznego w Moskwie, gdzie był uczniem Michaiła Ippolitowa-Iwanowa oraz na studiach z zakresu gry na fortepianie, gdzie uczył się pod kierunkiem Aleksandra Goldenweisera. Przebywając w Polsce od 1921 powrócił do nauki w Konserwatorium Muzycznym w Warszawie, gdzie w zakresie kompozycji uczył się u Romana Statkowskiego, natomiast w zakresie gry na fortepianie był uczniem Henryka Melcera. W 1932 uzyskał dyplom z kompozycji w klasie Karola Szymanowskiego.
W latach 1926–1939 był dyrygentem m.in. chóru „Lutnia” w Warszawie, w latach 1932–1934 w Warszawskim Studium Operowym był nauczycielem solfeżu, zasad muzyki i kierownikiem chóru, a w latach 1934–1939 był nauczycielem gry na fortepianie i organach w Szkole Muzycznej im. Fryderyka Chopina.
Podczas II wojny światowej Jurdziński przebywał w Warszawie, gdzie pracował jako prywatny nauczyciel muzyki oraz organista kościoła oo. Pallotynów. W 1946 przeniósł się do Łodzi, gdzie podjął pracę w Państwowej Wyższej Szkoły Muzycznej. Od 1946 uczył w niej gry na organach, był wykładowcą przedmiotów teoretycznych oraz w latach 1946–1949 pełnił funkcję dziekana Wydziału Kompozycji i Teorii Muzyki. W 1957 został kierownikiem Katedry Teorii Muzyki, a w 1958 uzyskał tytuł profesora. W 1948 podjął również pracę w Państwowej Wyższej Szkole Teatralnej w Łodzi, a w 1955 w Państwowej Wyższej Szkole Muzycznej w Warszawie.
Jurdziński jest laureatem Nagrody Muzycznej miasta Łodzi przyznanej w 1957 za całokształt pracy twórczej i pedagogicznej w dziedzinie muzyki.
Został pochowany na Starym Cmentarzu w Łodzi w części rzymskokatolickiej
Akademia Muzyczna im. Grażyny i Kiejstuta Bacewiczów w Łodzi wydała w 2012 biografię Jurdzińskiego autorstwa Krystyny Juszyńskiej pt. „Kazimierz Jurdziński (1894–1960)”.

## Odznaczenia
- Medal 10-lecia Polski Ludowej (1955)[6]

## Kompozycje
- „Salve Regina” na chór męski (1914);
- „Ave Maria” na chór mieszany (1914);
- „Ballada” na skrzypce i fortepian (1915);
- „Poemat” na skrzypce i fortepian (1915);
- „Nocturne” na fortepian (1916);
- „Trois impromptus” na fortepian (1916–1921);
- „Dlaczegóż teraz” na głos z fortepianem (1917);
- „Valse fantaisie” na fortepian (1918);
- „Prosti” na głos z fortepianem (1918);
- „Niszczij” na głos z fortepianem (1918);
- „Elegia” na skrzypce i fortepian (1921);
- „Tajemnica” na głos z fortepianem (1921);
- „Fuga C-dur” na organy (1922);
- „Ave Maria” na chór mieszany (1922);
- „Komar” na chór mieszany (1922);
- „O słodkie usta” na głos z fortepianem (1922);
- „Sonata na organy” (1927);
- „O głosie w martwej puszczy” na głos z fortepianem (1927–1928);
- „O Jerusalem” na głos z fortepianem (1927–1928);
- „Chorał organowy nr 1” (1928);
- „Cztery szkice” na kwartet smyczkowy (1930);
- „Allegro symfoniczne” (1931);
- „Fuga podwójna” na orkiestrę (1931);
- „Białe róże” na chór mieszany (1931);
- „Sześć pieśni kurpiowskich” na chór mieszany (1931);
- „Św. Katarzyna Genueńska” na dwa głosy solowe, chór i orkiestrę (1932);
- „Pieśń tułacza” na chór męski (1932);
- „Dziesięć pieśni mazowieckich” na chór mieszany (1932);
- „Pieśń strzelców” na chór męski (1934);
- „Hymn strzelców” na chór męski (1934);
- „Pięć pieśni śląskich” na chór mieszany (1934);
- „Chorał organowy nr 2” (1935);
- „Pięć pieśni ludowych białoruskich” na fortepian (1935);
- „Sześć motetów i psalm” na chór męski (1935);
- „Ojczyzno” na chór męski (1935);
- „Sonata na fortepian nr 2” (1936);
- „Modlitwa” na głos i organy (1936);
- „Trzy pieśni kujawskie” na chór mieszany (1937);
- „Msza ku czci św. Andrzeja Boboli” na chór męski i organy (1938);
- „Passacaglia” na organy solo (1939);
- „Sześć utworów na organy opartych na motywach pieśni przygodnych” (1939);
- „Legenda” na organy (1940);
- „Wariacje” na organy bez pedału (1940);
- „Chorał organowy nr 3” (1942);
- „Berceuse i Prélude” na organy (1943);
- „Elegia” na organy (1943);
- „Błogosławiony”, psalm na dwa głosy solowe, chór i orkiestrę (1943);
- „Trzy tria” na organy (1943-45);
- „Intermezzov” na skrzypce, organy i fortepian (1945);
- „Offertorium” na skrzypce, organy i fortepian (1945);
- „Trzy utwory” na skrzypce i organy (1945);
- „Poemat” na skrzypce i fortepian (1945);
- „Medytacje” na organy (1945);
- „Preludium” na organy (1945);
- „Nokturn” na altówkę i fortepian (1946);
- „Tryptyk” na altówkę i fortepian (1946);
- „Wariacje” na organy (1946);
- „Toccata” na organy (1947);
- „Tryptyk kurpiowski” na fortepian (1948);
- „Koncert organowy” (1949);
- „Melodia” na skrzypce i fortepian (1950);
- „Sześć preludiów” na fortepian (1951);
- „Dwie etiudy” na fortepian (1951);
- „Kwartet smyczkowy nr 2” (1952);
- „Dwie etiudy” na fortepian (1952);
- „Nokturn” na głos z fortepianem (1952);
- „Gość” na głos z fortepianem (1952);
- „Chwila” na głos z fortepianem (1952);
- „Trącam o ciebie struno” na głos z fortepianem (1952);
- „Zdrada” na głos z fortepianem (1952);
- „Marsz młodych” na chór i orkiestrę (1953);
- „Suita pieśni” na trzy głosy solowe, chór i orkiestrę (1954);
- „Cztery pieśni kurpiowskie” na chór mieszany (1954);
- „Sonata na klarnet i fortepian” (1955);
- „Kłócili się hrabia z popem” na chór mieszany (1956);
- „Divertimento” na dwa klarnety i fagot (1957);
- „Suita tatarska” na fortepian (1957-58);
- „Sonata na dwa fortepiany” (1958);
- „Koncert na sopran i orkiestrę” (1958);
- „Sonata per viola e pianoforte” (1959);
- „Trzy pieśni” na głos z fortepianem do słów Konstantego Ildefonsa Gałczyńskiego (1959);
- „Pięć pieśni” na sopran, alt i fortepian (1959).

Źródło: Culture.pl.